# Rislenemdaz
Rislenemdaz (razvojni kodni naziv CERC-301, MK-0657) je oralno aktivni, selektivni antagonist podjedinice 2B NMDA receptora (NR2B) koji je u razvoju od strane Cerekora u Sjedinjenim Državama kao pomoćna terapija za depresiju otpornu na lečenje (TRD). U novembru 2013. su započeta klinička ispitivanja faze II, i istog meseca, rislenemdaz je dobio oznaku brze staze od Uprave za hranu i lekove za TRD.
Pilot studija je objavljena 2012. godine, i ispitivanje faze II je završeno 2014. godine, ali se smatralo nedovoljnim. Drugi pokušaj ispitivanja faze II 2016. takođe je otkrio da lek nije pokazao efikasnost protiv depresije.

## Spoljašnje veze
- CERC-301 - Cerecor, Inc. Архивирано на веб-сајту  (20. октобар 2016)
- CERC-301 - AdisInsight